# Francisco Contreras
Francisco Contreras, född 3 september 1971 i Santiago i Chile, uppväxt i Åkersberga, är debattör och skribent. Han är även en vänsterpartistisk kommunpolitiker i Österåker. Contreras arbetar till vardags med internationalisering av högskoleutbildning.

## Skribent och författare
Han är redaktör för två böcker om Latinamerika, "11/9 -30 år sedan statskuppen i Chile" och "Latinamerikanska röster - vårt Amerika i rörelse", och för en bok om EU "Vart är EU på väg". Contreras medverkar regelbundet i medier med kommentarer och analyser om internationell politik och Latinamerika. Han är Latinamerikakännare och har bland annat kritiserat AP-fondernas investeringar i bolag som begår brott mot mänskliga rättigheter och förstör miljön i Latinamerika. Contreras är Internationell redaktör för nätmagasinet Parabol. 

## Politiskt engagemang
Francisco Contreras har sin politiska bakgrund i solidaritetsrörelsen med Chile och Latinamerika och i den svenska vänsterrörelsen. Han var ordförande i Högskolevänstern vid Stockholms Universitet och var med och grundade studentorganisationen Vänsterns Studentförbund och var dess första viceordförande. 
Han är debattör och aktivist för mänskliga rättigheter och klimaträttvisa och var tidigare aktiv i samordningsgruppen för Nätverket mot krig, en bred samling folkrörelser som gick samman för att protestera mot USA:s ockupation av Irak år 2006.Contreras är ordförande i Solidaritetshuset och har varit det i Latinamerikagrupperna , och även vice ordförande. Contreras har också suttit i Vänsterpartiets partistyrelse och sitter i kommunfullmäktige i Österåkers kommun.